# 陈毅在上海
陈毅在上海是中華人民共和國一齣滬劇，講述的是陈毅與上海戰役以及其擔任上海市市長的事跡。《陈毅在上海》是上海沪剧院为庆祝中共建党百年及陈毅120周年诞辰而创作，2021年7月15日建组开排，8月在上海大剧院首演，之后入选国家艺术基金2022年度资助项目。2022年10月7日，《陈毅在上海》巡演版建组开排。10月26日至30日，《陈毅在上海》在宛平剧院复演，之後前往北京开启全国巡演。
該滬劇由胡雪桦執導，龚学平擔任总策划，汪天云、蒋东敏担任编剧，孙徐春（飾演陳毅）、茅善玉（飾演陳毅夫人张茜）、王明达（飾演陈望道，王明达還兼任導演）、王明道（飾演毛人凤）、王珊妹、徐伯涛、洪立勇、钱思剑（飾演工会主席罗亮）、朱俭（飾演金羽成）、吉燕萍、程臻等人主演，朱立熹担任作曲配器，舒悦担任唱腔设计，萧丽河担任舞美灯光总设计，李锐丁擔任服装造型设计、黄豆豆擔任舞蹈编导。